# Meżyricz (obwód czerkaski)
Meżyricz (ukr. Межиріч) – wieś na Ukrainie, w obwodzie czerkaskim, w rejonie czerkaskim. W 2024 roku liczyła 665 mieszkańców.

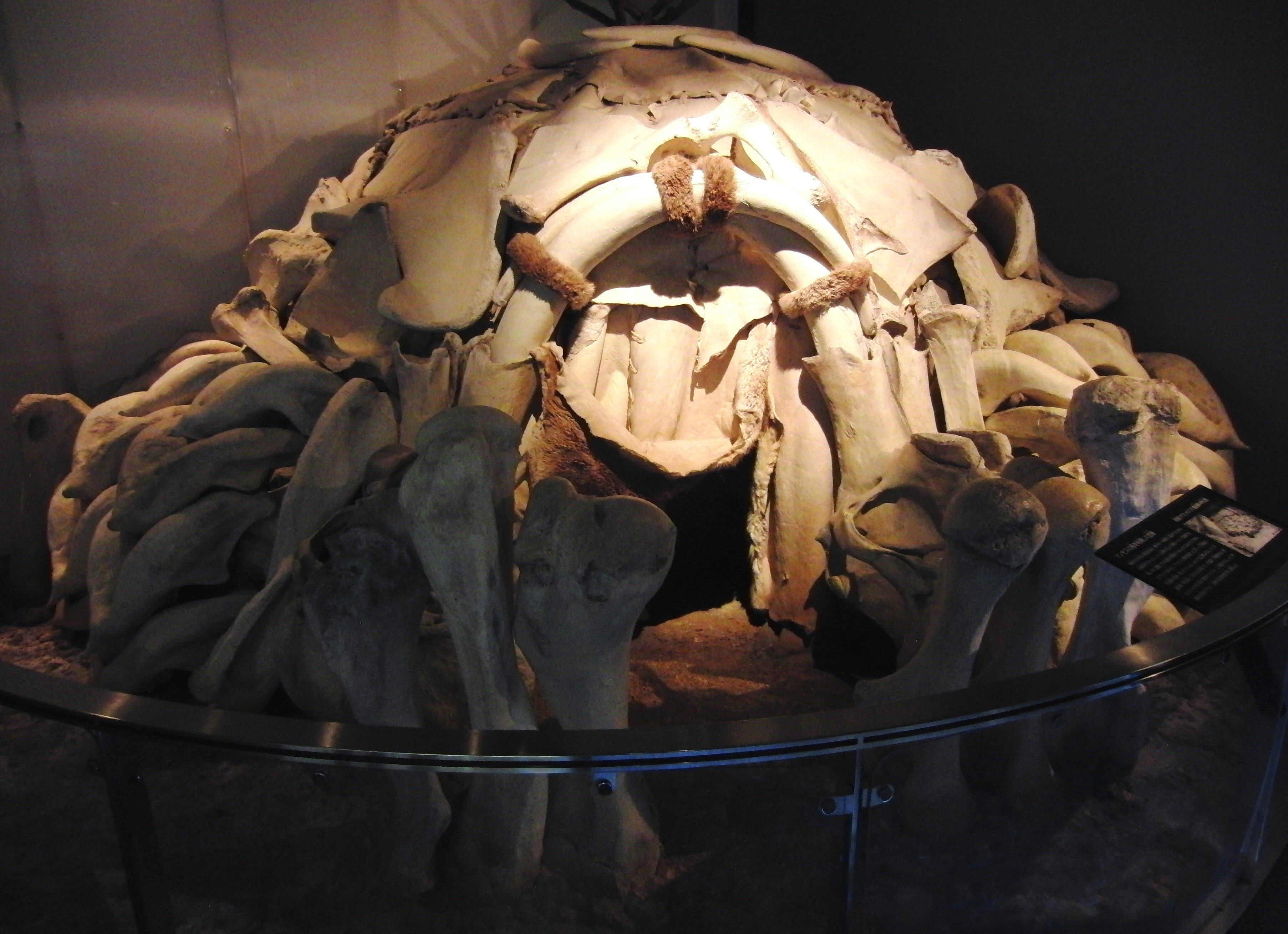
Rekonstrukcja chaty z mamucich kości znalezionej w Meżyriczu

Siedziba dawnej gminy Międzyrzecz w powiecie czerkaskim na Ukrainie.